# Clasificación para la Eurocopa Sub-21 de 2004
La clasificación para la Eurocopa Sub-21 de 2004 fue una competición de fútbol que se disputó desde 2002 hasta noviembre de 2003. Esta competición otorgó 8 cupos para la Eurocopa Sub-21 de 2004, que se celebró en Alemania. Un total de 48 selecciones participaron en este proceso.
Las 48 selecciones se dividieron en diez grupos, ocho grupos de cinco equipos y dos de cuatro integrantes. Los equipos que finalizaron primeros clasificaron a la fase de play-offs. De los equipos que finalizaron en segundo lugar, los 6 mejores clasificaron a la fase de play-offs. Para decidirlo, a los segundos lugares de los grupos con 5 equipos se les quitó los puntos obtenidos ante el último lugar. Las eliminatorias de play-offs entre los 16 clasificados se programaron para noviembre de 2003.

## Sorteo
Finalizado el sorteo los grupos quedaron conformados de la siguiente manera, de la misma manera que la clasificación para la Eurocopa 2004:
| Grupo A   | Grupo B              | Grupo C         | Grupo D    | Grupo E       |
| --------- | -------------------- | --------------- | ---------- | ------------- |
| Francia   | Noruega              | República Checa | Polonia    | Escocia       |
| Chipre    | Dinamarca            | Bélgica         | Suecia     | Alemania      |
| Israel    | Bosnia y Herzegovina | Austria         | Hungría    | Liechtenstein |
| Eslovenia | Rumania              | Países Bajos    | Letonia    | Islandia      |
| Malta     | Luxemburgo           | Moldavia        | San Marino |               |

| Grupo F           | Grupo G             | Grupo H  | Grupo I             | Grupo J              |  |
| ----------------- | ------------------- | -------- | ------------------- | -------------------- |  |
| España            | Turquía             | Croacia  | Italia              | Suiza                |  |
| Grecia            | Portugal            | Bélgica  | Serbia y Montenegro | Rusia                |  |
| Ucrania           | Inglaterra          | Bulgaria | Finlandia           | Albania              |  |
| Irlanda del Norte | Eslovaquia          | Estonia  | Gales               | República de Irlanda |  |
| Armenia           | Macedonia del Norte |          | Azerbaiyán          | Georgia              |  |

## Fase de grupos

### Grupo A
| Selección | Pts. | PJ | PG | PE | PP | GF | GC | Dif |
| --------- | ---- | -- | -- | -- | -- | -- | -- | --- |
| Francia   | 22   | 8  | 7  | 1  | 0  | 14 | 0  | 14  |
| Chipre    | 15   | 8  | 5  | 0  | 3  | 12 | 5  | 7   |
| Israel    | 10   | 8  | 3  | 1  | 4  | 6  | 11 | -5  |
| Eslovenia | 9    | 8  | 2  | 3  | 3  | 4  | 7  | -3  |
| Malta     | 1    | 8  | 0  | 1  | 7  | 0  | 13 | -13 |

### Grupo B
| Selección            | Pts. | PJ | PG | PE | PP | GF | GC | Dif |
| -------------------- | ---- | -- | -- | -- | -- | -- | -- | --- |
| Noruega              | 19   | 8  | 6  | 1  | 1  | 19 | 4  | 15  |
| Dinamarca            | 19   | 8  | 6  | 1  | 1  | 24 | 3  | 21  |
| Bosnia y Herzegovina | 13   | 8  | 4  | 1  | 3  | 6  | 10 | -4  |
| Rumania              | 7    | 8  | 2  | 1  | 5  | 6  | 7  | -1  |
| Luxemburgo           | 0    | 8  | 0  | 0  | 8  | 0  | 31 | -31 |

### Grupo C
| Selección       | Pts. | PJ | PG | PE | PP | GF | GC | Dif |
| --------------- | ---- | -- | -- | -- | -- | -- | -- | --- |
| República Checa | 18   | 8  | 6  | 0  | 2  | 17 | 4  | 13  |
| Bielorrusia     | 18   | 8  | 6  | 0  | 2  | 11 | 6  | 5   |
| Austria         | 11   | 8  | 3  | 2  | 3  | 5  | 8  | -3  |
| Países Bajos    | 7    | 8  | 1  | 4  | 3  | 6  | 10 | -4  |
| Moldavia        | 2    | 8  | 0  | 2  | 6  | 3  | 14 | -11 |

### Grupo D
| Selección  | Pts. | PJ | PG | PE | PP | GF | GC | Dif |
| ---------- | ---- | -- | -- | -- | -- | -- | -- | --- |
| Polonia    | 20   | 8  | 6  | 2  | 0  | 24 | 6  | 18  |
| Suecia     | 14   | 8  | 4  | 2  | 2  | 17 | 13 | 4   |
| Hungría    | 12   | 8  | 4  | 0  | 4  | 17 | 13 | 4   |
| Letonia    | 9    | 8  | 3  | 0  | 5  | 11 | 16 | -5  |
| San Marino | 3    | 8  | 1  | 0  | 7  | 8  | 29 | -21 |

### Grupo E
| Selección | Pts. | PJ | PG | PE | PP | GF | GC | Dif |
| --------- | ---- | -- | -- | -- | -- | -- | -- | --- |
| Escocia   | 13   | 6  | 4  | 1  | 1  | 10 | 6  | 4   |
| Alemania  | 13   | 6  | 4  | 1  | 1  | 11 | 5  | 6   |
| Lituania  | 9    | 6  | 3  | 0  | 3  | 10 | 10 | 0   |
| Islandia  | 0    | 6  | 0  | 0  | 6  | 2  | 12 | -10 |

### Grupo F
| Selección         | Pts. | PJ | PG | PE | PP | GF | GC | Dif |
| ----------------- | ---- | -- | -- | -- | -- | -- | -- | --- |
| España            | 19   | 8  | 6  | 1  | 1  | 16 | 2  | 14  |
| Grecia            | 12   | 8  | 3  | 3  | 2  | 10 | 7  | 3   |
| Ucrania           | 11   | 8  | 2  | 5  | 1  | 8  | 5  | 3   |
| Irlanda del Norte | 7    | 8  | 2  | 1  | 5  | 8  | 16 | -8  |
| Armenia           | 5    | 8  | 1  | 2  | 5  | 5  | 17 | -12 |

### Grupo G
| Selección  | Pts. | PJ | PG | PE | PP | GF | GC | Dif |
| ---------- | ---- | -- | -- | -- | -- | -- | -- | --- |
| Turquía    | 22   | 8  | 7  | 1  | 0  | 18 | 5  | 13  |
| Portugal   | 18   | 8  | 6  | 0  | 2  | 20 | 11 | 9   |
| Inglaterra | 11   | 8  | 3  | 2  | 3  | 14 | 10 | 4   |
| Eslovaquia | 6    | 8  | 2  | 0  | 6  | 9  | 16 | -7  |
| Macedonia  | 1    | 8  | 0  | 1  | 7  | 4  | 23 | -19 |

### Grupo H
| Selección | Pts. | PJ | PG | PE | PP | GF | GC | Dif |
| --------- | ---- | -- | -- | -- | -- | -- | -- | --- |
| Croacia   | 11   | 6  | 3  | 2  | 1  | 9  | 4  | 5   |
| Bélgica   | 10   | 6  | 3  | 1  | 2  | 10 | 8  | 2   |
| Bulgaria  | 10   | 6  | 3  | 1  | 2  | 7  | 8  | -1  |
| Estonia   | 2    | 6  | 0  | 2  | 4  | 4  | 10 | -6  |

### Grupo I
| Selección           | Pts. | PJ | PG | PE | PP | GF | GC | Dif |
| ------------------- | ---- | -- | -- | -- | -- | -- | -- | --- |
| Italia              | 21   | 8  | 7  | 0  | 1  | 26 | 5  | 21  |
| Serbia y Montenegro | 19   | 8  | 6  | 1  | 1  | 16 | 8  | 8   |
| Finlandia           | 11   | 8  | 3  | 2  | 3  | 11 | 9  | 2   |
| Gales               | 7    | 8  | 2  | 1  | 5  | 7  | 16 | -9  |
| Azerbaiyán          | 0    | 8  | 0  | 0  | 8  | 0  | 22 | -22 |

### Grupo J
| Selección            | Pts. | PJ | PG | PE | PP | GF | GC | Dif |
| -------------------- | ---- | -- | -- | -- | -- | -- | -- | --- |
| Suiza                | 19   | 8  | 6  | 1  | 1  | 12 | 6  | 6   |
| Rusia                | 15   | 8  | 5  | 0  | 3  | 14 | 8  | 6   |
| Albania              | 10   | 8  | 3  | 1  | 4  | 10 | 10 | 0   |
| República de Irlanda | 8    | 8  | 2  | 2  | 4  | 8  | 11 | -3  |
| Georgia              | 5    | 8  | 1  | 2  | 5  | 7  | 16 | -9  |

### Mejores segundos
Entre todos los grupos, los 6 mejores segundos puestos avanzaron a la fase de play-offs, uniéndose a los 10 ganadores de grupo. En la siguiente tabla se detalla quiénes finalizaron segundos. Al haber dos grupos que tienen sólo cuatro equipos, los partidos que disputaron los segundos de los grupos de cinco seleccionados contra su respectivo colista (último lugar), son excluidos.
| Equipo              | Grupo | Pts | PJ | PG | PE | PP | GF | GC | Dif |
| ------------------- | ----- | --- | -- | -- | -- | -- | -- | -- | --- |
| Alemania            | E     | 13  | 6  | 4  | 1  | 1  | 11 | 5  | 6   |
| Dinamarca           | B     | 13  | 6  | 4  | 1  | 1  | 9  | 3  | 6   |
| Serbia y Montenegro | I     | 13  | 6  | 4  | 1  | 1  | 11 | 8  | 3   |
| Portugal            | G     | 12  | 6  | 4  | 0  | 2  | 15 | 10 | 5   |
| Bielorrusia         | C     | 12  | 6  | 4  | 0  | 2  | 6  | 5  | 1   |
| Suecia              | D     | 11  | 6  | 3  | 2  | 1  | 12 | 9  | 3   |
| Bélgica             | H     | 10  | 6  | 3  | 1  | 2  | 10 | 8  | 2   |
| Chipre              | A     | 9   | 6  | 3  | 0  | 3  | 9  | 5  | 3   |
| Rusia               | J     | 9   | 6  | 3  | 0  | 3  | 9  | 8  | 1   |
| Grecia              | F     | 8   | 6  | 2  | 2  | 2  | 8  | 6  | 2   |

## Fase de play-offs
Los 10 ganadores de cada grupo y los seis mejores segundos se enfrentaron en partidos de ida y vuelta para definir a los siete países que acompañarán a Alemania en al fase final del torneo. Los partidos se jugaron del 14 al 19 de noviembre de 2003.
| Equipo 1            | Resultado         | Equipo 2        | Ida | Vuelta |
| ------------------- | ----------------- | --------------- | --- | ------ |
| Serbia y Montenegro | 5:4               | Noruega         | 5:1 | 0:3    |
| Alemania            | 2:1               | Turquía         | 1:0 | 1:1    |
| Portugal            | 3:3 (4:3 en pen.) | Francia         | 1:2 | 2:1    |
| Dinamarca           | 1:1 (v)           | Italia          | 1:1 | 0:0    |
| Bielorrusia         | 5:1               | Polonia         | 1:1 | 4:0    |
| Suecia              | 3:1               | España          | 2:0 | 1:1    |
| Suiza               | 3:3 (4:3 en pen.) | República Checa | 1:2 | 2:1    |
| Croacia             | 2:1               | Escocia         | 2:0 | 0:1    |

## Clasificados a laEurocopa Sub-21 de 2004
|                        |                     |         |        |
| Alemania (Organizador) | Bielorrusia         | Croacia | Italia |
|                        |                     |         |        |
| Portugal               | Serbia y Montenegro | Suecia  | Suiza  |

- Datos: Q2465627